# Kîiașkivske, Hadeaci
Kîiașkivske (în ucraineană Кияшківське) este un sat în comuna Harkivți din raionul Hadeaci, regiunea Poltava, Ucraina.

## Demografie
Componența lingvistică a localității Kîiașkivske
     Ucraineană (100%)
Conform recensământului din 2001, toată populația localității Kîiașkivske era vorbitoare de ucraineană (100%).